# Kathrin Blumenstein
Kathrin Blumenstein (* 15. August 1984 in Deutschland) ist eine deutsche Forstwissenschaftlerin mit Schwerpunkt Forstpathologie. Sie hat die einzige Professur für Pathologie der Bäume in Deutschland inne.

## Leben
Kathrin Blumenstein beendete 2010 ihr Diplomstudium der Biologie erfolgreich an der Universität Kassel. Nach der Promotion an der Swedish University of Agricultural Sciences, Alnarp und der Bangor University, Wales, ging sie in Elternzeit. Kathrin Blumenstein inspirierte das flexible Familienmodell mit viel Zeit für Familie und Forschung in Schweden. Sie lebt dieses Modell mit ihrem Mann in Deutschland vor und setzt sich für Gleichberechtigung ein.
Von 2018 bis 2021 arbeitete sie als wissenschaftliche Mitarbeiterin an der Georg-August-Universität Göttingen und leitete dort von 2021 bis 2022 die Arbeitsgruppe Forstpathologie in der Abteilung für Forstbotanik und Baumphysiologie der Fakultät für Forstwissenschaften und Waldökologie.
Seit 2022 arbeitet sie als Juniorprofessorin für Pathologie der Bäume an der Albert-Ludwigs-Universität Freiburg.
Blumenstein ist verheiratet und hat drei Kinder.

## Deutscher Forstwissenschaftspreis 2023
Blumenstein wurde mit dem Deutschen Forstwissenschaftspreis 2023 ausgezeichnet für ihre Forschungsleistungen zum besseren Verständnis der Wechselwirkungen zwischen Wirtsbaum, Schadorganismus und Mikrobiota. Der von der Eva-Mayr-Stihl Stiftung vergebene Preis ist mit einer Höhe von 50.000 € dotiert. Das Kuratorium begründete seine Entscheidung damit, dass Kathrin Blumenstein mit ihrer Arbeit dazu beiträgt, dass gezielte Maßnahmen zur Stärkung der Abwehrmechanismen von Bäumen entwickelt werden können. „Sie leistet damit sowohl einen maßgeblichen Beitrag zur Steigerung der Widerstandskraft von Bäumen als auch zur Weiterentwicklung des Fachgebiets der Forstpathologie“.

## Forschung
Einer der wichtigsten Forschungsergebnisse von Blumenstein ist die Entdeckung, dass Pilze, die als Endophyten in Bäumen leben, diese vor anderen Krankheitserregern schützen können. Endophyten sind Pilze, die in lebenden Pflanzen leben, ohne diese zu schädigen. Blumenstein hat gezeigt, dass Endophyten die Produktion von Phytoalexinen in Bäumen stimulieren können, die diese vor Infektionen mit anderen Pilzen schützen. 